# ISO 26000
ISO 26000 is een internationale ISO-norm, die zich richt op het maatschappelijk verantwoord ondernemen. De norm is bedoeld om organisaties en bedrijven wereldwijd te helpen door handvatten te geven bij de uitvoering ervan.
Na vijf jaar onderhandelen door belanghebbenden – te weten: overheden, ngo's, het bedrijfsleven, consumentenorganisaties, werknemers- en werkgeversorganisaties over de gehele wereld – is op 1 november 2010 de ISO 26000 in het Engels uitgekomen als “ISO 26000:2010 Social responsibility” met het doel om mondiaal bij te dragen aan duurzame ontwikkeling. In december 2010 kwam de Nederlandse vertaling uit. Alle organisaties en bedrijven – zowel privaat als publiekelijk, waar dan ook gevestigd, ongeacht hun grootte en soort activiteiten – kunnen deze norm inzetten en hun sociale verantwoordelijkheid kenbaar maken ten gunste van hun werknemers, onze leefomgeving en het milieu.
De norm stelt geen eisen, maar biedt enkel begeleiding in het proces. Het is geen certificeerbaar managementsysteem, in tegenstelling tot sommige andere ISO-normen. De ISO 26000 is een richtlijn. 
Bedrijven en organisaties die hun MVO ambities kenbaar willen maken kunnen dat doen met een MVO-zelfverklaring.
Men kan zich wel MVO laten certificeren middels een MVO Prestatieladder.

## Zeven principes
Vanuit sociaal verantwoord gedrag zijn er in deze norm zeven principes opgesteld.
1. Verantwoordingsplicht
2. Transparantie
3. Ethisch gedrag
4. Achting voor de belangen van de belanghebbenden
5. Achting voor de wet
6. Eerbiediging van de internationale gedragsnormen
7. Eerbiediging van de mensenrechten

## Zeven kernonderwerpen
Gebruikers van de ISO 26000 zetten in op de zeven belangrijkste onderwerpen,
1. Behoorlijk organisatorisch bestuur
2. Rechten van de mens
3. Arbeidsomstandigheden
4. Milieu
5. Eerlijk zaken doen
6. Consumentenaangelegenheden
7. Maatschappelijke betrokkenheid en ontwikkeling